# Jean de Palacio

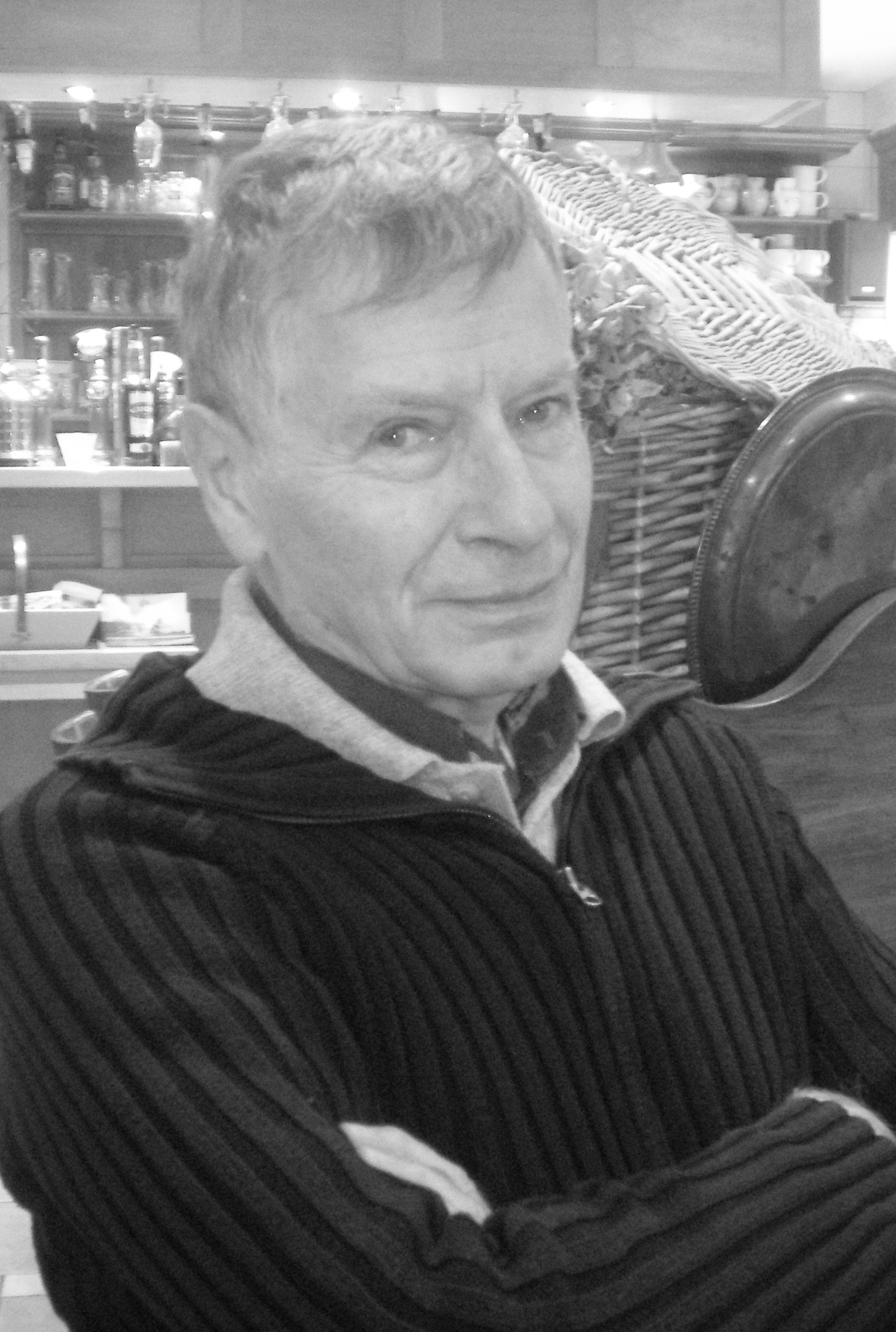
Jean de Palacio im November 2007

Jean de Palacio (* 28. Mai 1931; † 27. November 2024) war ein französischer Komparatist und Schriftsteller. Er lehrte als Professor zunächst an der Université de Lille, dann an der Pariser Sorbonne. Nach seiner Emeritierung veröffentlichte er mehrere Romane und literarische Essays.

## Leben
Nach seiner Agrégation in Anglistik wurde er 1970 mit einer Arbeit über Mary Shelley promoviert. Neben seinem Forschungsschwerpunkt in der Anglistik, wandte sich Jean de Palacio der Literatur der Décadence und des Fin de siècle zu. Er wurde zu einem der führenden Spezialisten auf dem Gebiet der französischen Literatur des ausgehenden 19. Jahrhunderts. 
Er gab zahlreiche wenig bekannte Werke der französischen Literatur des 19. Jahrhunderts und der Décadence heraus, darunter Werke von Jean Lorrain, Catulle Mendès, Rachilde, Félicien Champsaur, Jean Richepin oder Paul Alexis. In einem komparatistischen Essay setzte er sich mit der Märchengestalt Blaubart in der deutschsprachigen Literatur auseinander.

## Wissenschaftliche Schriften (Auswahl)
- Barbe-Bleue outre-Rhin. Essai de Littérature Comparée. Editions du 26 octobre, 2022.
- Paul Alexis, l’outsider des lettres. Paris, Classiques Garnier, Archives des lettres modernes, 2022 (mit Marie-France de Palacio).
- Le Crépuscule des royautés (reflets littéraires). Essai sur la décadence du droit divin, Paris, Champion, 2014 (mit Marie-France de Palacio).
- La décadence. Le mot et la chose. Paris: Les Belles Lettres 2011.
- Jean Lorrain, produit d’extrême civilisation. Actes du colloque de Fécamp, hrsg. von Jean de Palacio und Éric Walbecq. Publications des Universités de Rouen et du Havre 2009.
- Configurations décadentes. Peeters 2007.
- Le silence du texte. Poétique de la décadence. Louvain/Paris: Peeters Publishers 2003.
- Les Métamorphoses de Psyché : essai sur la décadence d’un mythe. Séguier, 2000.
- Figures et formes de la Décadence Séguier 1994.
- Les perversions du merveilleux. «Ma Mère l’Oye» au tournant du siècle. Paris: Séguier 1993.
- Pierrot fin de siècle ou Les métamorphoses d’un masque. Paris: Éditions Séguier.
- Spiritualité de Max Jacob, textes réunis par Jean de Palacio, Lettres modernes, 1982.
- William Godwin et son monde intérieur, Presses universitaires de Lille, 1980.
- Mary Shelley dans son œuvre : contribution aux études shelleyennes. Paris:  Klincksieck 1969.

## Romane und literarische Essais
- La Haire (2006, zunächst unveröffentlicht)
- Le Portrait. Barr: Editions Calleva 2009; 2. Aufl. Straßburg: Le Beau Jardin 2023. - Deutsche Übersetzung von Alexandra Beilharz: Das Porträt. Heidelberg: Flur Verlag 2024.
- Ascagne. Barr: Calleva 2012.
- L’Apparition. Saint-Martin de Bonfossé: Théolib, Coll. Liber***, 2012.
- Les Ciseaux d’Atropos, e-book, Kobo (FNAC).
- Veturia. Edilivre 2017.
- Journal de Bérénice. Paris: Editions Complicités 2017.

## Festschriften
- Anamorphoses décadentes. L’art de la défiguration. 1880–1914: Études offertes à Jean de Palacio. Paris: Presses de l’université Paris-Sorbonne 2002.
- Silences fin-de-siècle: hommage à Jean de Palacio. Paris: Presses de l’Université Paris-Sorbonne 2008.
- Lunes décadentes: conversations crépusculaires avec et autour de Jean de Palacio. Hrsg. von Ian Geay. Lille: Les âmes d’Atala 2024, 600 S.